# 李淮
李淮（1479年—1532年），字巨川，號小泉，山西平陽府解州聞喜縣人，匠籍，明朝政治人物。

## 生平
弘治十四年（1501年）辛酉科山西鄉試舉人，正德九年（1514年）甲戌科二甲第一百二十七名進士。丁内艰归，服闋，授刑部主事，改户部河南司主事，监督太仓及密云粮储，复督粮江南，擢貴州司员外郎、山东司郎中，理饷辽东，嘉靖四年（1525年）七月擢升四川布政使司右参议，未赴任，调任陕西，分守河西，兼督边饷，擢副使，备兵岷洮，总制王琼以其谙练边情，奏留整理河西事务，加右参政。嘉靖十一年（1532年）正月升都察院右佥都御史、巡抚延绥等处地方，未莅任病卒，年五十四。所著有《诗经辨疑》及《小窓》、《清适》诸集。